# A Dozen Furies
A Dozen Furies war eine US-amerikanische Metalcore-Band aus Dallas, Texas.

## Bandgeschichte
Beim Battle for Ozzfest 2004 gewann ihr Gitarrist Marc, der zuvor bei Unloco spielte, den ersten Preis. Sie bekamen einen Plattenvertrag und spielten ein Jahr später auf der zweiten Bühne auf der Ozzfest-Tour 2005. Ebenfalls 2005 erschien das erste und einzige Album A Concept from Fire bei Sanctuary Records.
Im April 2006 löste sich die Band auf, einige Mitglieder wollen der Musik ganz den Rücken zuwenden.

## Diskografie
- 2004: Rip the Stars Down (EP)
- 2005: A Concept from Fire

## Videos
- The Cycle
- Lost in a Fantasy